# Palpopleura lucia
Palpopleura lucia is een libellensoort uit de familie van de korenbouten (Libellulidae), onderorde echte libellen (Anisoptera).
De soort staat op de Rode Lijst van de IUCN als niet bedreigd, beoordelingsjaar 2009.
De wetenschappelijke naam Palpopleura lucia is voor het eerst geldig gepubliceerd in 1773 door Drury.